# Marquesado de Torrehoyos
El marquesado de Torrehoyos es un título nobiliario español creado 
por el rey Carlos III en favor de Gonzalo José de Hoyos y Mier, coronel de un regimiento de milicias en Cartagena de Indias, mediante real decreto del 7 de marzo de 1787 y despacho expedido el 8 de diciembre de 1788.
En 1924 fue rehabilitado por el rey Alfonso XIII en favor de Celedonio Noriega y Ruiz, III marqués de Torrehoyos.

## Marqueses de Torrehoyos
|                                 | Titular                              | Periodo                 |
| Creación por Carlos III         | Creación por Carlos III              | Creación por Carlos III |
| ------------------------------- | ------------------------------------ | ----------------------- |
| I                               | Gonzalo José de Hoyos y Mier         | 1788-1805               |
| II                              | María Josefa Isabel de Hoyos y Hoyos | 1805-1848               |
| Rehabilitación por Alfonso XIII |                                      |                         |
| III                             | Celedonio Noriega y Ruiz             | 1924-1951               |
| IV                              | José Ramón de Noriega y Labat        | 1952-1983               |
| V                               | José María Noriega y Vázquez         | 1983-hoy                |

## Precedentes y concesión
El primer marqués, Gonzalo José de Hoyos y Mier, era heredero de José Fernando de Mier y Guerra (1710-1780), por no tener este sucesión de su matrimonio con Juana Bartola de Mier Gutiérrez. El hacendado y maestre campo José Fernando, quien fuera hijo mayor de la Casa de Mier, llevó a cabo en la provincia de Santa Marta (Nueva Granada) una empresa de fundación y reducción de pueblos ordenada por el virrey Eslava y sus sucesores que buscaba, entre otras cosas, reducir definitivamente a los indios chimilas y repoblar con vecinos libres varios sitios ribereños del río Magdalena desde Mompox, villa en la que se instaló en 1740. En este proceso logró hacerse con haciendas, cargos, mercedes reales y una cota de influencia importante en la región.
Viudo y sin sucesores directos, José Fernando murió en Mompox el 24 de enero de 1780, quedando por heredero su sobrino y «albacea vitalicio» Gonzalo José de Hoyos. Este encargó la gestión de un título nobiliario a su agente de negocios ante la Corte de Madrid, Juan Bentura de Cañas, y, a la muerte de este, a su hijo Diego de Cañas. La suma propuesta para comprar el título fue de 10 000 pesos fuertes por la redención perpetua de lanzas y 99 264 reales de vellón equivalentes al pago de medias anatas por seis «sucesiones transversales». Gonzalo José dio pruebas de fidelidad y testimonios positivos como alcalde ordinario de Mompox en 1777 y, además, pagó en 1789 otros 20 000 reales de vellón de servicio voluntario al recibir el título de marqués.

## Historia de los marqueses de Torrehoyos
- Gonzalo José de Hoyos y Mier (Panes, 1 de diciembre de 1738-14 de abril de 1805), I marqués de Torrehoyos, coronel de un regimiento de milicias en Cartagena de Indias, teniente de gobernador en Buga entre 1771 y 1773, alcalde ordinario de Mompox en 1777 y 1793, caballero de la Orden de Santiago desde 1789, coronel de los Reales Ejércitos, alférez real, hermano de la Orden Tercera y juez subdelegado general de las rentas reales.[1][7][8]

Casó con María Ignacia de Hoyos y Trespalacios, hija de José Antonio de Hoyos y Hoyos y su esposa Toribia Mariana de Trespalacios y Mier. Le sucedió su hija:
- María Josefa Isabel de Hoyos y Hoyos (Mompox, 18 de julio de 1779-Mompox, 10 de septiembre de 1848), II marquesa de Torrehoyos.[10][7]

Casó en primeras nupcias el 4 de noviembre de 1805 con Mateo de Epalza de Sagarminaga y Santacruz (1770-1816), mariscal de campo y regidor del cabildo de Mompox, y en segundas nupcias en noviembre de 1817 con Juan Antonio Imbrecht.
En agosto de 1810 inició el proceso independentista de Nueva Granada, que cambió fundamentalmente la estructura
del poder local en Mompox. A comienzos de 1811, Mateo de Epalza, esposo de la marquesa, se refugió en Plato, donde tenía posesiones y contactos realistas. María Josefa permaneció en Mompox; allí casó en 1817 con el general Juan Antonio Imbrecht, advirtiendo que sus bienes estaban «en decadencia por efecto de la revolución de 1810 y próxima a mi absoluta ruina a causa de carecer mi casa de dirección y respeto de hombre». La definitiva victoria de los independentistas en 1819 forzó a los marqueses a trasladarse a Cartagena y luego a Jamaica, y el 8 de enero de 1825 el Tribunal de la Intendencia de Cartagena decretó la confiscación de sus bienes por considerar a María Josefa como enemiga del gobierno y emigrada. Regresó a Cartagena poco después para gestionar la recuperación de sus bienes, lo cual logró efectivamente en julio de 1828, cuando se suspendió la confiscación impartida por el Tribunal de la Intendencia y se ordenó la devolución de todas sus haciendas. Esto no alcanzó, sin embargo, al título marquesal, que fue abolido conjuntamente con todos los títulos nobiliarios de la Gran Colombia en 1824. Un siglo después, el 17 de julio de 1924, el título fue rehabilitado en favor de:
- Celedonio Noriega y Ruiz, III marqués de Torrehoyos, comandante de infantería.[1]

Casó con María de los Dolores Labat y Calvo. El 22 de febrero de 1952, previo decreto del 9 de noviembre de 1951 por el que se convalidaba la sucesión otorgada por la Diputación de la Grandeza, le sucedió, por cesión, su hijo:
- José Ramón de Noriega y Labat, IV marqués de Torrehoyos, abogado, agente de Cambio y Bolsa de Madrid, caballero de honor del Real Cuerpo de la Nobleza de Madrid.[1][19]

Casó con María Josefa Vázquez y Peláez. El 18 de noviembre de 1983, previa orden del 5 de octubre del mismo año para que se expida la correspondiente carta de sucesión, le sucedió, por cesión, su hijo:
- José María Noriega y Vázquez, V marqués de Torrehoyos.[17]